# Aliaxandr Bahdanovich
Aliaxandr Bahdanovich –en bielorruso, Аляксандр Багдановіч; transliteración rusa, Alexandr Bogdanovich– (Yalizava, 29 de abril de 1982) es un deportista bielorruso que compitió en piragüismo en la modalidad de aguas tranquilas. Compite en la categoría de canoa biplaza (C2) al lado de su hermano Andrei.
Participó en tres Juegos Olímpicos, entre los años 2004 y 2012, obteniendo en total dos medallas: oro en Pekín 2008 y plata en Londres 2012, ambas en la prueba de C2 1000 m. En los Juegos Europeos de Bakú 2015 consiguió una medalla de oro.
Ganó 6 medallas en el Campeonato Mundial de Piragüismo entre los años 2001 y 2010, y 13 medallas en el Campeonato Europeo de Piragüismo entre los años 2004 y 2016.

## Palmarés internacional
| Juegos Olímpicos   | Juegos Olímpicos         | Juegos Olímpicos  | Juegos Olímpicos |
| Año                | Lugar                    | Medalla           | Competición      |
| ------------------ | ------------------------ | ----------------- | ---------------- |
| 2008               | Pekín (China)            | Medalla de oro    | C2 1000 m        |
| 2012               | Londres (Reino Unido)    | Medalla de plata  | C2 1000 m        |
| Campeonato Mundial |                          |                   |                  |
| Año                | Lugar                    | Medalla           | Competición      |
| 2001               | Poznań (Polonia)         | Medalla de plata  | C4 1000 m        |
| 2002               | Sevilla (España)         | Medalla de bronce | C4 1000 m        |
| 2005               | Zagreb (Croacia)         | Medalla de bronce | C4 200 m         |
| 2006               | Szeged (Hungría)         | Medalla de bronce | C4 1000 m        |
| 2009               | Dartmouth (Canadá)       | Medalla de oro    | C4 200 m         |
| 2010               | Poznań (Polonia)         | Medalla de plata  | C2 1000 m        |
| Juegos Europeos    |                          |                   |                  |
| Año                | Lugar                    | Medalla           | Competición      |
| 2015               | Bakú (Azerbaiyán)        | Medalla de oro    | C2 1000 m        |
| Campeonato Europeo |                          |                   |                  |
| Año                | Lugar                    | Medalla           | Competición      |
| 2004               | Poznań (Polonia)         | Medalla de bronce | C4 500 m         |
| 2004               | Poznań (Polonia)         | Medalla de bronce | C4 1000 m        |
| 2006               | Račice (República Checa) | Medalla de plata  | C4 500 m         |
| 2006               | Račice (República Checa) | Medalla de bronce | C2 1000 m        |
| 2007               | Pontevedra (España)      | Medalla de oro    | C2 500 m         |
| 2007               | Pontevedra (España)      | Medalla de oro    | C4 500 m         |
| 2007               | Pontevedra (España)      | Medalla de bronce | C2 1000 m        |
| 2008               | Milán (Italia)           | Medalla de oro    | C2 1000 m        |
| 2008               | Milán (Italia)           | Medalla de bronce | C4 200 m         |
| 2011               | Belgrado (Serbia)        | Medalla de plata  | C2 1000 m        |
| 2011               | Belgrado (Serbia)        | Medalla de plata  | C4 1000 m        |
| 2012               | Zagreb (Croacia)         | Medalla de bronce | C2 1000 m        |
| 2016               | Moscú (Rusia)            | Medalla de plata  | C2 1000 m        |